# 香坂さき
香坂 さき（こうさか さき、5月25日 - ）は、日本の女性声優。千葉県出身。AIR AGENCY所属。

## 略歴
声優になろうと思ったきっかけの作品は『サマーウォーズ』。
AIR AGENCY声優養成所卒業。

## 人物
趣味は油そば巡り、裁縫、ダイビング。特技は似顔絵、水泳。

## 出演
太字はメインキャラクター。

### テレビアニメ
2015年
- コンクリート・レボルティオ〜超人幻想〜（ファニー）

2016年
- ジョジョの奇妙な冒険 ダイヤモンドは砕けない（女子生徒）
- クレヨンしんちゃん（お客さん、園児B）

2017年
- アリスと蔵六（研究員、生徒）
- 血界戦線 & BEYOND（女性店員）

2018年
- たくのみ。（妖怪東京人、車内アナウンス、東京人A）
- ハイスコアガール（女子生徒A）
- メルクストーリア -無気力少年と瓶の中の少女-（パルティシャン）

2019年
- ぼくたちは勉強ができない（女生徒B）
- メルヘン・メドヘン（ブリギッテ・ヘルム）
- ワンパンマン（男子C）
- あんさんぶるスターズ!（観客）
- あひるの空（2019年 - 2020年、小学生、クズ高女子部員、女子生徒、かしの木園の教師）

2020年
- 食戟のソーマ 豪ノ皿（女子生徒C）
- 白猫プロジェクト ZERO CHRONICLE（母親）
- うまよん（ゴールドシチー）
- とある科学の超電磁砲T（女性研究員）
- ダンジョンに出会いを求めるのは間違っているだろうか（2020年 - 2023年、イケロス団員、リャーナ・リーツ） - 2シリーズ

2021年
- キングスレイド 意志を継ぐものたち（母親）
- たとえばラストダンジョン前の村の少年が序盤の街で暮らすような物語（軍人C）
- 86-エイティシックス-（若いお母さん）
- 見える子ちゃん（ペットショップ店員）

2022年
- 薔薇王の葬列（女性従者）
- 舞妓さんちのまかないさん（舞妓）
- 遊☆戯☆王ゴーラッシュ!!（2022年 - 2025年、観客B、おばぁ、クヤムヤ）
- 処刑少女の生きる道（子供、市民）
- 機動戦士ガンダム 水星の魔女（生徒）
- 陰の実力者になりたくて!（2022年 - 2023年、モブシャドウガーデン、通行人）

2023年
- はたらく魔王さま!!（店員B）

2024年
- 黒執事（2024年 - 2025年、観客、村人） - 2シリーズ
- Lv2からチートだった元勇者候補のまったり異世界ライフ（福引係り、仲居1）
- 2.5次元の誘惑（女子生徒A）
- 異世界失格（街の住人）
- ATRI -My Dear Moments-（店員）
- 魔法使いになれなかった女の子の話（先輩A）

2025年
- いずれ最強の錬金術師?（モリィ）
- カードファイト!! ヴァンガード Divinez（受付）
- ウマ娘 シンデレラグレイ（ゴールドシチー）
- WIND BREAKER Season 2
- フードコートで、また明日。（和田の同級生）
- 人妻の唇は缶チューハイの味がして（宮沢多真魅） - オンエア版
- ぐらんぶる Season 2（ユキ）

### 劇場アニメ
- 劇場版 はいからさんが通る 前編 〜紅緒、花の17歳〜（2017年）
- ウマ娘 プリティーダービー 新時代の扉（2024年、ゴールドシチー）
- 劇場版プロジェクトセカイ 壊れたセカイと歌えないミク（2025年）

### OVA
- ウマ娘 プリティーダービー BNWの誓い（2018年、ゴールドシチー）
- アリス・ギア・アイギス 〜ドキッ！アクトレスだらけのマーメイドグランプリ♡〜（2021年、観客）

### Webアニメ
- ざしきわらしのタタミちゃん（2020年、お菊[23]）
- ガンダムビルドダイバーズRe:RISE（2020年、G-CAFÉのスタッフ、通信音声）

### ゲーム
2010年代
- 蒼穹のスカイガレオン（2014年、カナヤマヒメ、アルシュタート、アストー・ウィーザートゥ）
- ダンジョントラベラーズ2-2 闇堕ちの乙女とはじまりの書（2017年、エロス、ジョカ）
- ダンジョンに出会いを求めるのは間違っているだろうか 〜メモリア・フレーゼ〜（2017年、ランテ）

2020年代
- ウマ娘 プリティーダービー（2021年 - 2022年、ゴールドシチー）
- モンスターストライク（2022年 - 2024年、アンケセナーメン、島左近）
- 逆転オセロニア（2023年、ジャミラ）
- 神之塔：New World（2023年、ポー・ビダー・ブラン）

### ドラマCD
- ドラマCD 文豪シリーズ 文豪ぶらり旅（2015年）
- ロード・エルメロイII世の事件簿

### 吹き替え

#### 映画
- ディープ・インフェルノ（2014年、カルメン〈ラウラ・ペヌエラ〉[28]））
- シャークトパスVS狼鯨（2015年、ニータ・モラレス〈アカリ・エンドー〉[29]）
- 西遊記 孫悟空vs白骨夫人（2016年）
- BILLABONG ビラボン（2016年、アーニャ〈ソフィー・ドン〉[30]）
- スティール・サンダー（2018年、キャシー・テイラー〈ジャスミン・ウォルツ〉）
- レイダース 欧州攻略（2018年、ソフィ〈ドゥ・ジュアン〉[31]）
- テスラ エジソンが恐れた天才（2021年、アン・モルガン〈イヴ・ヒューソン〉[32]）

#### ドラマ
- トランスポーター ザ・シリーズ シーズン2（カテリナ・ボルジュ〈ヴィオランテ・プラシド〉）

#### アニメ
- 星つなぎのエリオ（2025年[33]）

### デジタルコミック
- ねこ、はじめました（2017年 - 、園田朱未）
- 朝起きたら女の子になっていた男子高校生たちの話（2021年、高橋[34]）

### ラジオ
※はインターネット配信
- 香坂のラジふぁぼ（2022年、Phononチャンネル※[35]）

### 舞台
- 朗読劇『マッチングアプリ:アップルボム(仮)』（2023年7月26日 - 30日、シアターサンモール）- ミミ
- 演劇ユニット【メイホリック】朗読劇『美術室に置き去りにされた天使』（2024年3月26日 - 31日）- 桔梗 役

### その他
- モンスターストライク ツタンカーメン SPECIAL MOVIE（2022年、アンケセナーメン[25]）

## ディスコグラフィ

### キャラクターソング
| 発売日        | 商品名                                                                                         | 歌 | 楽曲                                                                                               | 備考                                                                 |
| ------------- | ---------------------------------------------------------------------------------------------- | --- | -------------------------------------------------------------------------------------------------- | -------------------------------------------------------------------- |
| 2018年2月14日 | ウマ娘 プリティーダービー STARTING GATE 08                                                     | ゴールドシチー（香坂さき）、セイウンスカイ（鬼頭明里）、ユキノビジン（山本希望） | 「うまぴょい伝説」 「A・NO・NE」                                                                   | ゲーム『ウマ娘 プリティーダービー』関連曲                            |
| 2018年2月14日 | ウマ娘 プリティーダービー STARTING GATE 08                                                     | ゴールドシチー（香坂さき） | 「素顔のココロ」                                                                                   | ゲーム『ウマ娘 プリティーダービー』関連曲                            |
| 2022年10月4日 | ウマ娘 プリティーダービー Solo Vocal Tracks Vol.5 －4th EVENT SPECIAL DREAMERS!! EXTRA STAGE－ | ゴールドシチー（香坂さき） | 「We are DREAMERS!!（Game Size）」                                                                 | ゲーム『ウマ娘 プリティーダービー』関連曲                            |
| 2023年9月13日 | ウマ娘 プリティーダービー WINNING LIVE 14                                                      | ゴールドシチー（香坂さき）、トーセンジョーダン（鈴木絵理）、メジロパーマー（のぐちゆり）、ダイタクヘリオス（山根綺） | 「GSK☆」                                                                                           | ゲーム『ウマ娘 プリティーダービー』関連曲                            |
| 2023年9月13日 | ウマ娘 プリティーダービー WINNING LIVE 14                                                      | ゴールドシップ（上田瞳）、ウオッカ（大橋彩香）、エルコンドルパサー（髙橋ミナミ）、マンハッタンカフェ（小倉唯）、エアシャカール（津田美波）、エイシンフラッシュ（藤野彩水）、ゴールドシチー（香坂さき）、トーセンジョーダン（鈴木絵理）、ナカヤマフェスタ（下地紫野）、メジロパーマー（のぐちゆり）、ダイタクヘリオス（山根綺）、サトノダイヤモンド（立花日菜）、キタサンブラック（矢野妃菜喜）、シリウスシンボリ（ファイルーズあい）、サクラローレル（真野美月）、ネオユニヴァース（白石晴香）、タップダンスシチー（篠田みなみ） | 「うまぴょい伝説」                                                                                 | ゲーム『ウマ娘 プリティーダービー』関連曲                            |
| 2023年9月16日 | ウマ娘 プリティーダービー Solo Vocal Tracks Vol.7 5th EVENT ARENA TOUR GO BEYOND -GAZE-        | ゴールドシチー（香坂さき） | 「Everlasting BEATS（Game Size）」 「Ms. VICTORIA（Game Size）」 「DRAMATIC JOURNEY（Game Size）」 | ゲーム『ウマ娘 プリティーダービー』関連曲                            |
| 2024年5月24日 | 劇場版『ウマ娘 プリティーダービー 新時代の扉』オリジナル・サウンドトラック                     | ジャングルポケット（藤本侑里）、アグネスタキオン（上坂すみれ）、マンハッタンカフェ（小倉唯）、ダンツフレーム（福嶋晴菜）、フジキセキ（松井恵理子）、テイエムオペラオー（徳井青空）、ナリタトップロード（中村カンナ）、メイショウドトウ（和多田美咲）、アドマイヤベガ（咲々木瞳）、オグリキャップ（高柳知葉）、ダイワスカーレット（木村千咲）、アグネスデジタル（鈴木みのり）、ユキノビジン（山本希望）、ライスシャワー（石見舞菜香）、エアシャカール（津田美波）、カレンチャン（篠原侑）、ゴールドシチー（香坂さき）、トーセンジョーダン（鈴木絵理）、ハルウララ（首藤志奈）、キングヘイロー（佐伯伊織）、ヒシミラクル（春日さくら） | 「うまぴょい伝説」                                                                                 | 劇場アニメ『ウマ娘 プリティーダービー 新時代の扉』エンディングテーマ |

### シリーズ一覧
1. ↑  第3期『III』（2020年）、第4期第2クール『IV 深章 厄災篇』（2023年）
2. ↑  第4期『-寄宿学校編-』（2024年）、第5期『-緑の魔女編-』（2025年）